# Parafia św. Mikołaja w Żeleźnicy
Parafia rzymskokatolicka pw. św. Mikołaja w Żeleźnicy – jedna z 8 parafii dekanatu przedborskiego diecezji radomskiej. 

## Historia
Żelazne Nogi (później Żeleźnica) były wsią królewską. Pierwotna kaplica drewniana pw. św. Mikołaja – na miejscu wypadku, jakiemu uległ Kazimierz Wielki 8 września 1370 – powstała pod koniec XIV w. Parafia została utworzona około 1511. Kościół spłonął w 1617, a na tym samym miejscu wybudowano nowy. Kościół znów spłonął w 1866. Obecny zbudowany także na miejscu spalonego, powstawał w latach 1866–1870 staraniem ks. Filemona Kucharskiego. Poświęcił go w 1871 ks. Franciszek Górski, dziekan konecki. Świątynia została powiększona w latach 1890–1892 staraniem ks. Eustachego Nowakowskiego. Prace dokończył w latach 1893–1898 ks. Jan Służewski. Kościół jest położony na nasypie nad rzeką Czarną, jest jednonawowy i wzniesiony z kamienia.

## Proboszczowie
- 1928 - 1946 - ks. Jan Kadłubiec
- 1946 - 1949 - ks. Władysław Bełczewski
- 1947 - 1952 - ks. Franciszek Żychnowski
- 1952 - 1961 - ks. Kazimierz Petryszak
- 1961 - 1972 - ks. Stanisław Skrok
- 1972 - 1982 - ks. Stanisław Grzegorski
- 1982 - 1993 - ks. Edward Jóźwik
- 1994 - 1995 - ks. Wacław Szmajda
- 1995 - 2005 - ks. Krzysztof Jężak
- 2005 - nadal - ks. Donat Neska

Od 1982 roku proboszczowie parafii Żeleźnica są również proboszczami parafii w Górach Mokrych.

## Zasięg parafii
Do parafii należą wierni z miejscowości: Józefów, Kajetanów, Krogulec, Mojżeszów, Nowiny, Stara Wieś, Żeleźnica.